# روج (مستحضر تجميلي)

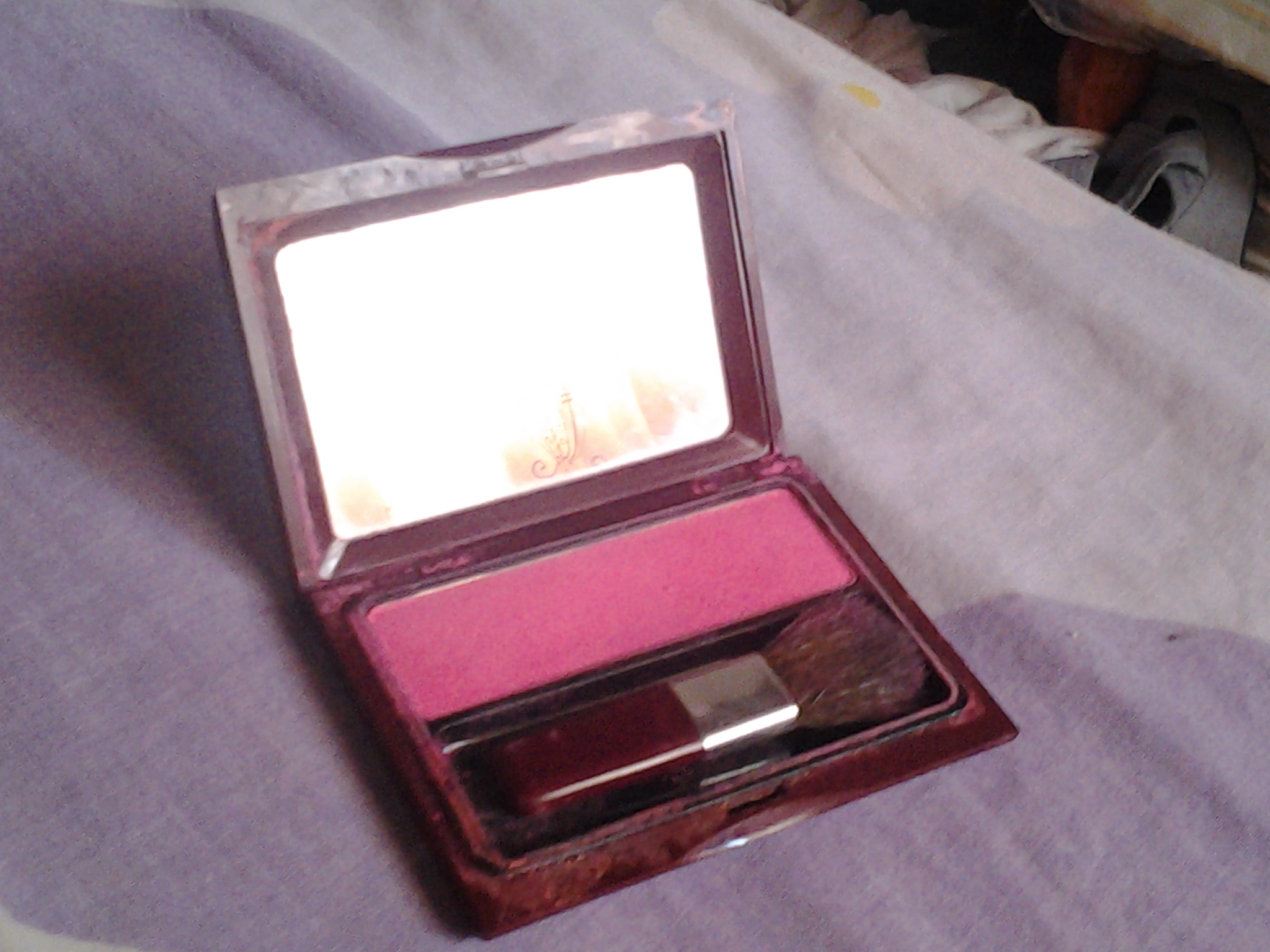
بودرة مضغوطة مع مرآة وفرشاة

روج (بالفرنسية: red)‏ ويسمى أيضًا أحمر الخدود، هو مستحضر تجميل لتلوين الخدين بظلال مختلفة. يتم تطبيقه على شكل مسحوق أو كريم.

## تاريخ
عُرِفَ المصريون القدماء بإبداعهم في مستحضرات التجميل، ولا سيما استخدامهم للشفتين. تظهر الرسوم الصورية المصرية القديمة الرجال والنساء الذين يرتدون أحمر الشفتين والخدود. قاموا بخلط الدهون مع مغرة حمراء لخلق بقعة حمراء اللون.

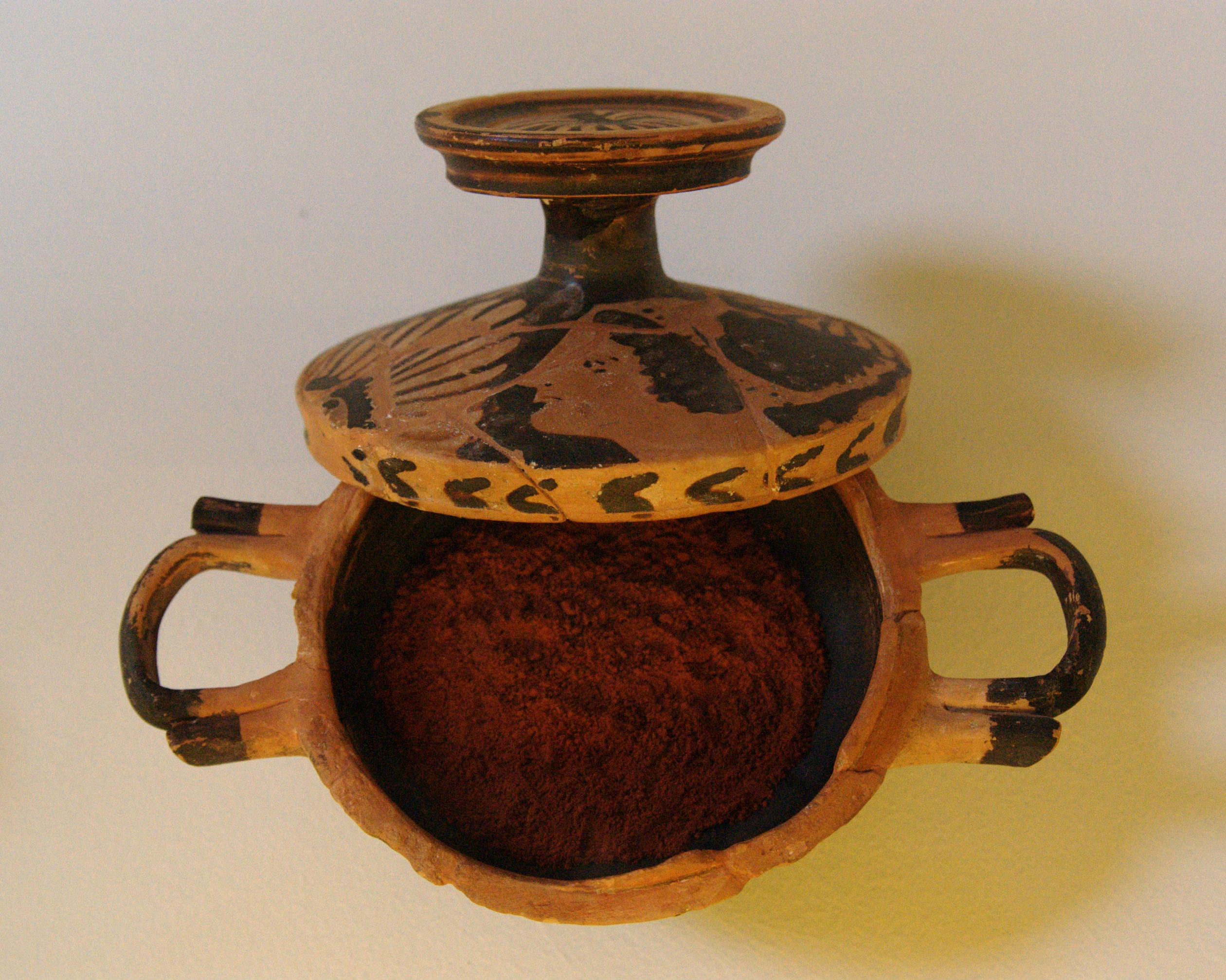
بودرة مضغوطة مصرية قديمة

حاكى الرجال والنساء اليونانيون في النهاية ذلك المظهر، باستخدام التوت المسحوق أو عصير البنجر الأحمر أو الفراولة المسحوقة أو القطيفة الحمراء لعمل معجون. كان يُنظر إلى أولئك الذين كانوا يرتدون الماكياج على أنهم أغنياء واعتبرت رمزا للمكانة العالية لأن مستحضرات التجميل كانت مكلفة.
في الصين، تم استخدام الروج في وقت مبكر من مملكة شانغ. تم صنعه من العصير المستخرج من أوراق الزهور الحمراء والزرقاء. أضاف بعض الناس لب البقري والبنكرياس لجعل المنتج أكثر كثافة. ارتدت النساء الروج على الخدين والشفاه. في الثقافة الصينية، يرمز اللون الأحمر لحسن الحظ والسعادة لأولئك الذين يرتدون اللون.
في روما القديمة، صنع الرجال والنساء الروج باستخدام أكسيد الرصاص الثنائي والرباعي (الرصاص الأحمر) والزنجفر. وجد أن الخليط يسبب السرطان والخرف، وفي النهاية الوفاة.
في القرن السادس عشر في أوروبا، كان الرجال والنساء يستخدمون المسحوق الأبيض لتفتيح وجوههم. عادة كانت تضيف النساء الروج إلى خديهم بالإضافة إلى ذلك.

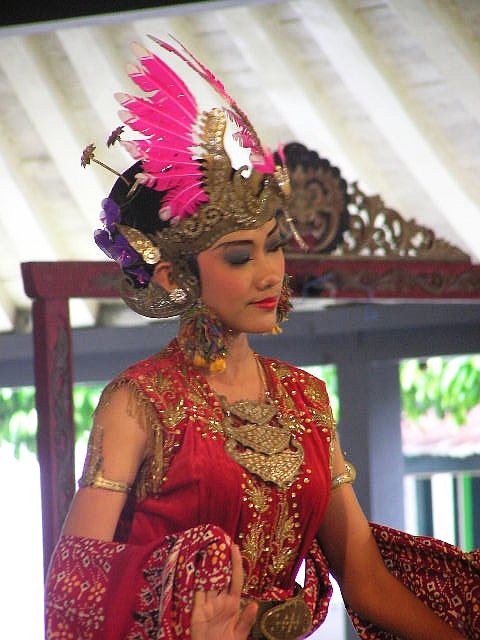
مكياج أحمر خدود تقليدي

## معاصر
يتكون الروج بشكل عام من مسحوق أحمر أساسه التالك يتم تطبيقه بفرشاة على الخدين لإبراز بنية العظام. عادة ما يكون التلوين إما ببتلات العصفر، أو محلول كارمين في هيدروكسيد الأمونيوم وماء الورد المعطر بزيت الورد.نوع الحمر الذي يعتمد على الكريم هو شنودة، وهو خليط عديم اللون من الألوكسان مع الكريم البارد، والذي يلون الجلد الأحمر أيضًا.
اليوم، يستخدم الروج في المقام الأول لتحديد الخدود من أي لون، بما في ذلك: البني والوردي والأحمر والبرتقالي. لا يستخدم بشكل شائع لتحديد أحمر الشفاه، ومع ذلك، قد يستخدم البعض المصطلح للإشارة إلى اللون الأحمر للمنتج.
عندما ترسخ اتجاه الموضة لمطابقة أحمر الشفاه مع طلاء الأظافر وزاد نطاق ألوان أحمر الشفاه، لم يعد الناس يستخدمون المصطلح لتحديد لون الشفاه. ظل نطاق الظل للون الخدود محدودًا بشكل عام، مع الحفاظ على اسم الروج.
يأتي أحمر الخدود حاليًا على شكل كريم أو سائل أو مسحوق أو جل.